# 중프랑크 왕국
중프랑크 왕국(라틴어: regnum Francia media 레그눔 프랑키아 메디아[*], 프랑스어: Francie médiane 프랑시 메디앙[*], 독일어: Mittelreich 미텔라이히[*]) 또는 로타르 왕국(라틴어: Lotharii Regnum)은 843년 8월 10일 베르됭 조약에 따라 프랑크 왕국이 삼분되면서 생긴 세 왕국 중 하나이다. 서프랑크 왕국과 동프랑크 왕국 사이에 있는 가늘고 긴 형태의 땅으로 이루어졌지만, 카롤루스 대제의 궁전이 있던 아헨이나 제국도시 로마 등 프랑크 왕국의 핵심적 지역들을 포함한다. 경건왕 루트비히의 세 아들 중 장남인 로타르 1세에게 주어진 왕국이기 때문이다.
로타르 1세 사후 중프랑크 왕국은 또다시 로타르 1세의 세 아들들에게 삼분된다. 분열된 중프랑크 왕국은, 동프랑크 왕국과 서프랑크 왕국이 각기 독일과 프랑스로 발전하는 과정에서 이들 두 왕국에 서서히 흡수되어 소멸됨으로써 두 왕국과 달리 단명한 나라가 되었다.

## 성립
프랑크 왕국 전체의 왕이자 신성로마제국의 황제인 경건왕 루트비히에게는 4명의 아들이 있었다. 첫 번째 결혼에서 장남 로타르 1세와 둘째 피핀, 셋째 독일왕 루트비히를 얻었고, 두 번째 결혼에서 막내 대머리왕 카를이 태어났다. 이중 피핀은 838년 사망해 경건왕 루트비히가 사망한 840년 당시에는 3명의 아들이 있었다.
아버지가 살아있었을 당시에도 상속권 문제로 반란을 일으켰던 세 아들은 아버지 루트비히가 죽자 다시 권력다툼을 벌였다. 장남 로타르 1세가 제국의 단독 상속권자로서의 권리를 주장하자 이에 대항하여 독일왕 루트비히와 대머리왕 카를이 로타르 1세를 공격했다. 841년 로타르 1세는 퐁트누아 전투에서 결정적으로 패배하였고 그 결과 843년 로타르 1세는 베르됭 조약을 맺어 동생들의 권리를 인정할 수밖에 없었다. 이로써 프랑크 왕국은 3개의 왕국으로 해체되고, 패배한 로타르 1세에게 남겨진 것은 제국 가운데의 길고 좁은 땅뿐이었다. 이것이 중프랑크 왕국이다. 그러나 로타르 1세는 여전히 장남으로서 신성로마제국 황제의 직위와 형제들의 왕국에 대한 명목상의 지배는 유지했기 때문에, 중프랑크 왕국에는 로마와 아헨 등 상징적으로 중요한 지역이 포함되어 있었다.

## 영역
북쪽의 북해에서 시작하여 유럽대륙을 길게 가로질러 남쪽의 지중해까지 뻗어 있는 이 왕국은, 라인강과 스헬더강 사이의 프랑크 왕국 영토로 이루어져 있었다. 여기에는 프리슬란트, 니더란트, 라인란트, 옛 부르군트 왕국의 영역(오늘날 부르고뉴로 알려진 서쪽 일부 제외), 프로방스, 북부 이탈리아(로마 포함)가 포함된다.
이 같은 지리상 위치 때문에 중프랑크 왕국의 민족 구성은 다양한 편이었다. 따라서 독일 민족 주도의 동프랑크 왕국과 프랑스 민족 주도의 서프랑크 왕국과 달리, 중프랑크 왕국은 특정 민족이 왕국을 주도하지 못했고 문화적 일체성도 강하지 않았다.

## 프륌 조약과 왕국의 분열
경건왕 루트비히의 죽음으로 프랑크 왕국이 셋으로 분열되며 성립한 나라였던 중프랑크 왕국은, 로타르 1세의 죽음으로 또다시 셋으로 분열되어 해체된다.
855년 9월 19일, 프륌 수도원에 머무르던 로타르 1세의 병세가 악화되어 죽음이 임박하자, 그는 자신의 중프랑크 왕국을 셋으로 나누어 세 아들들에게 물려주었다. 이를 프륌 조약이라 한다. 로타르 1세는 프륌 조약 10일 후인 855년 9월 29일 사망한다.
로타르 1세의 장남 루트비히 2세는 황제 칭호(이미 850년부터 황제 칭호를 계승함)와 이탈리아 왕국을 물려받았고, 막내 샤를은 부르군트와 프로방스 지역을 물려받는다. 차남 로타르 2세는 알프스 북쪽의 광대한 영토를 물려받는데 이 지역은 그의 이름을 따서 "로타링기아 (Lotharingia: 로타르의 나라)"라고 불리게 된다.
프륌 조약으로 왕국이 해체되며 생긴 중프랑크 왕국의 세 계승 국가들은 이후 짧은 기간 더 존속하다가 서로 다른 시기에 소멸된다.

### 로타링기아
오늘날 독일의 프리슬란트, 라인란트 지역과 네덜란드, 벨기에를 포함하는 지역으로 프랑스 로렌 지방의 어원이 된다. 알프스 이북의 중프랑크 왕국 영토 대부분으로 구성된 이 지역은 로타르 2세의 영지가 됨으로써 "로타링기아"라는 이름이 붙었다. 로타르 2세는 비록 황제 칭호는 물려받지 못했으나, 로타르 1세의 왕위계승자로서 아헨 등지를 포함하는 중프랑크 왕국의 핵심적 영역을 다스리게 되었다.
그러나 869년 로타르 2세가 죽고, 870년 메르센 조약이 맺어짐으로써 로타링기아 왕국은 멸망하게 된다. 메르센 조약에 따라 로타링기아는 로타르 2세의 숙부 독일왕 루트비히와 대머리왕 카를에게 양분되어 동쪽은 독일왕 루트비히의 동프랑크 왕국에, 서쪽은 대머리왕 카를의 서프랑크 왕국에 흡수된다.

### 이탈리아
장남 루트비히 2세는 850년 신성로마제국의 황제 지위를 계승하고 855년 프륌 조약에서는 로마가 있는 이탈리아 왕국을 물려 받는다.
루트비히 2세가 875년에 죽자 이탈리아 왕위와 신성로마제국 황제의 관은 서프랑크 왕국의 대머리왕 카를의 소유가 된다. 대머리왕 카를이 죽자 이탈리아 왕위는 동프랑크 왕국의 카를만에게 넘어갔다.

### 프로방스와 부르군트
프로방스와 부르군트는 프로방스의 샤를이 물려 받는다. 이때 샤를이 상속받은 부르군트에는 옛 부르군트 왕국의 대부분의 지역이 포함되었다. 나머지 지역은 오늘날 프랑스에서 부르고뉴라 부르는 지역으로, 이미 843년 베르됭 조약 때부터 서프랑크 왕국령이었다.
프로방스의 샤를이 863년에 후사 없이 죽자 그의 두 형이 왕국을 나누어, 부르군트의 북부 일부 지역은 로타링기아의 로타르 2세에게, 남부의 넓은 지역과 프로방스는 이탈리아왕 루트비히 2세에게 양도되었다. 그러나 875년에 루트비히 2세가 죽자 남부 부르군트와 프로방스는 다시 서프랑크 왕국의 대머리왕 카를에게 양도된다.

## 소멸 이후

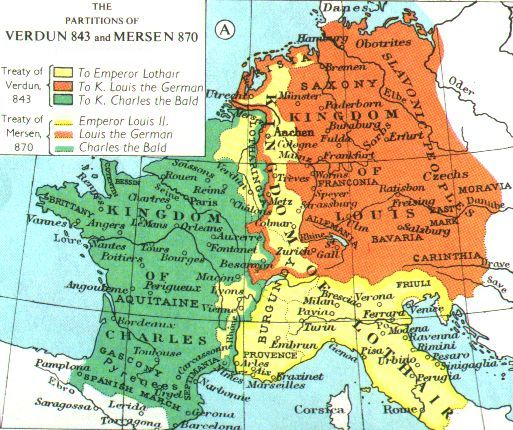
870년 메르센 조약에 의한 로타링기아의 재분할.

중프랑크 왕국의 영토는 서프랑크 왕국과 동프랑크 왕국에 흡수된 이후 복잡한 상속관계에 의해 여러 번의 국경 변화를 거쳤다. 876년 독일왕 루트비히가 숨을 거두자 그의 영토 역시 세 아들들에게 분할되었다. 877년 대머리왕 카를이 죽고 그의 아들인 말더듬이왕 루이 2세가 그를 계승하였으나, 2년만에 사망함으로써 다시 상속 문제가 불거진다.
부르군트와 프로방스는 879년 서프랑크 왕국의 귀족 보소의 지배를 받게 되면서 하부르군트 왕국이 됐다.
한편, 서프랑크 왕국으로 귀속되었던 로타링기아의 서쪽 지방 역시 879년 동프랑크 왕국의 루트비히 3세에게 넘어갔다. 이는 880년에 리베몽 조약으로 성문화되었다. 이로써 이때부터(911년부터 925년 사이의 기간을 제외하고) 로타링기아 전체가 동프랑크 왕국에 속하게 되어 동프랑크 왕국 내의 로타링기아 공국을 형성한다.
복잡하게 분열되었던 프랑크 왕국은 882년 독일왕 루트비히의 막내아들인 뚱보왕 카를 3세에 의해 재통일되었다. 형제들의 죽음으로 동프랑크 왕국의 유일한 계승자가 되어 동프랑크 왕국을 통합하고, 이어서 서프랑크 왕국의 계승자가 됨으로써 884년 보소의 하부르군트 왕국을 제외한 전 지역을 하나의 왕국으로 만들었다. 그러나 887년 조카인 아르눌프에 의해 폐위되어 동프랑크 왕국을 잃음으로써 왕국은 다시 분열됐다. 888년 카를 3세가 죽은 후 벨프 왕가의 루돌프 1세가 북쪽에 상부르군트 왕국을 세운다.
이 같은 영토 변동 과정에서 옛 중프랑크 왕국의 영토는 최종적으로 동프랑크 왕국의 후신인 신성로마제국에 귀속된다. 880년 리베몽 조약으로 로타링기아 전체가 동프랑크 왕국에 흡수된 후, 오토 1세 때인 951년 이탈리아를 얻고, 1033년 콘라트 2세에 의해 부르군트 왕국이 신성로마제국의 일부가 된다.
15세기에 이르면 부르군트 공작이 신성로마제국과 프랑스에서 상부르군트에서 니더란트에 이르는 많은 영지를 지배하는데, 이는 옛 중프랑크 왕국의 영역과 흡사한 것이었다. 새로운 중프랑크 왕국을 건설하려던 부르군트 공작인 용담공 샤를의 야심찬 계획은 그러나 결국 그가 낭시 전투 (1477)에서 전사하면서 좌절되고 말았다.

## 역대 군주
- 843–855 로타르 1세: 신성로마제국 황제이자 중프랑크 왕국의 왕. 그의 사후 중프랑크 왕국은 해체된다.

## 같이 보기
- 베르됭 조약
- 로타르 1세